# TFF 3. Lig 2019/20
Die TFF 3. Lig 2019/20 war die 19. Spielzeit der vierthöchsten türkischen Spielklasse im Fußball der Männer. Sie startete im August 2019 mit dem 1. Spieltag und endete im Juli 2020 mit den Play-off-Spielen zwischen den Zweit- bis Fünftplatzierten aller drei Gruppen.
Am 30. Juni 2020 wurde bekannt gegeben, dass die verbleibenden Spiele der Liga abgesagt wurden. Absteiger gab es in dieser Spielzeit nicht.

## Gruppe 1

### Tabelle
| Pl.                  | Verein                      | Sp. | S  | U  | N  | Tore    | Diff. | Punkte |
| -------------------- | --------------------------- | --- | -- | -- | -- | ------- | ----- | ------ |
| 1.                   | Serik Belediyespor          | 28  | 16 | 7  | 5  | 049:240 | +25   | 55     |
| 2.                   | 24 Erzincanspor             | 28  | 14 | 10 | 4  | 047:220 | +25   | 52     |
| 3.                   | 68 Aksaray Belediyespor (N) | 28  | 14 | 8  | 6  | 043:270 | +16   | 50     |
| 4.                   | Buca FK                     | 28  | 14 | 7  | 7  | 047:340 | +13   | 49     |
| 5.                   | Artvin Hopaspor             | 28  | 12 | 11 | 5  | 038:210 | +17   | 47     |
| 6.                   | Düzcespor                   | 28  | 12 | 10 | 6  | 032:180 | +14   | 46     |
| 7.                   | Karaköprü Belediyespor      | 28  | 10 | 12 | 6  | 025:220 | +3    | 42     |
| 8.                   | Çatalcaspor                 | 28  | 9  | 14 | 5  | 039:280 | +11   | 41     |
| 9.                   | Silivrispor                 | 28  | 8  | 14 | 6  | 037:310 | +6    | 38     |
| 10.                  | Sultanbeyli Belediyespor    | 28  | 9  | 11 | 8  | 033:270 | +6    | 38     |
| 11.                  | Kızılcabölükspor            | 28  | 8  | 12 | 8  | 039:370 | +2    | 36     |
| 12.                  | Yomraspor                   | 28  | 9  | 9  | 10 | 028:300 | −2    | 36     |
| 13.                  | Yeni Orduspor               | 28  | 7  | 14 | 7  | 021:200 | +1    | 35     |
| 14.                  | Çankaya FK                  | 28  | 9  | 7  | 12 | 033:370 | −4    | 34     |
| 15.                  | Şile Yıldızspor             | 28  | 6  | 11 | 11 | 023:300 | −7    | 29     |
| 16.                  | Erzinspor                   | 28  | 6  | 10 | 12 | 027:340 | −7    | 28     |
| 17.                  | Tokatspor (A)               | 28  | 1  | 4  | 23 | 016:660 | −50   | 07     |
| 18.                  | Manisaspor 1 (A)            | 28  | 1  | 3  | 24 | 016:850 | −69   | 0      |
| Stand: 15. März 2020 |                             |     |    |    |    |         |       |        |

Platzierungskriterien: 1. Punkte – 2. Direkter Vergleich (Punkte, Tordifferenz, geschossene Tore) – 3. Tordifferenz – 4. geschossene Tore

| (A) | Absteiger aus der TFF 3. Lig 2018/19           |
| (N) | Aufsteiger aus der Bölgesel Amatör Lig 2018/19 |

### Kreuztabelle
Die Kreuztabelle stellt die Ergebnisse aller Spiele dieser Saison dar. Die Heimmannschaft ist in der linken Spalte, die Gastmannschaft in der oberen Zeile aufgelistet.
| 2019/20                  | 24E | 68A | AH  | BFK | CFK | CAT | Düzcespor | ERZ | Karaköprü Belediyespor | Kızılcabölükspor | Manisaspor | SEB | ŞYI | SIV | Sultanbeyli Belediyespor | Tokatspor | ORD | Yomraspor |
| ------------------------ | --- | --- | --- | --- | --- | --- | --------- | --- | ---------------------- | ---------------- | ---------- | --- | --- | --- | ------------------------ | --------- | --- | --------- |
| 24 Erzincanspor          |     | 0:0 | :   | 3:0 | 3:0 | 3:1 | 1:0       | 3:0 | 0:0                    | 2:1              | 4:0        | 1:3 | 6:2 | 0:0 | :                        | 1:0       | 1:1 | :         |
| 68 Aksaray Belediyespor  | 1:0 |     | 0:0 | 0:3 | 0:1 | :   | 3:0       | 1:0 | 2:0                    | :                | 4:0        | 1:2 | 1:0 | 2:1 | 3:2                      | :         | 2:2 | 3:2       |
| Artvin Hopaspor          | 0:2 | :   |     | 5:0 | 2:1 | :   | 1:1       | 1:0 | 0:0                    | 2:0              | 4:0        | 0:0 | :   | 1:1 | 0:1                      | 2:1       | 0:0 | 0:0       |
| Buca FK                  | 3:3 | 0:2 | 3:0 |     | 4:2 | 1:2 | 0:0       | 3:1 | 1:1                    | 1:0              | 4:0        | :   | 1:0 | :   | :                        | 4:0       | 1:1 | 2:0       |
| Çankaya FK               | 0:1 | 2:1 | 3:0 | 0:1 |     | 2:1 | 0:0       | 1:0 | :                      | 1:2              | 2:1        | 2:1 | 2:2 | 3:5 | 0:2                      | :         | :   | 2:2       |
| Çatalcaspor              | 1:1 | 3:3 | 0:0 | 3:2 | 1:1 |     | 2:0       | 3:0 | 1:1                    | :                | :          | 1:1 | 1:1 | 1:0 | 1:1                      | 3:1       | 1:3 | :         |
| Düzcespor                | 0:0 | 4:0 | 0:1 | :   | 3:1 | :   |           | 2:0 | 1:0                    | 1:0              | :          | 0:0 | 1:0 | :   | 1:0                      | 3:1       | 0:0 | 2:1       |
| Erzinspor                | 1:4 | 0:0 | :   | 1:1 | 1:1 | 0:0 | 0:0       |     | 1:1                    | 1:1              | 3:0        | :   | 1:2 | 4:2 | :                        | 3:0       | 1:0 | 0:1       |
| Karaköprü Belediyespor   | 1:0 | 1:0 | 1:0 | :   | 1:0 | 1:0 | :         | :   |                        | 3:0              | 3:1        | :   | 2:1 | 0:2 | 0:0                      | 1:1       | 0:0 | 1:0       |
| Kızılcabölükspor         | 1:2 | :   | 3:5 | 2:2 | 1:1 | 0:0 | 1:1       | 1:0 | 1:1                    |                  | :          | 2:1 | 2:0 | 1:1 | 1:1                      | 3:0       | 2:1 | :         |
| Manisaspor               | 1:2 | 0:4 | :   | 0:3 | 0:4 | 1:7 | 0:2       | 1:4 | 0:2                    | 2:6              |            | 1:0 | 0:3 | 1:4 | 1:3                      | 2:4       | 0:0 | :         |
| Serik Belediyespor       | 3:1 | 0:1 | 2:2 | 3:1 | :   | 2:0 | 0:0       | 3:2 | 3:1                    | 3:2              | 3:1        |     | :   | :   | 2:1                      | 5:0       | 2:0 | 2:0       |
| Şile Yıldızspor          | 0:0 | 2:2 | 0:0 | 0:2 | 1:0 | 0:0 | 2:0       | 0:0 | 2:1                    | :                | 2:2        | 0:0 |     | 0:0 | 0:1                      | :         | :   | 0:1       |
| Silivrispor              | 1:1 | 1:1 | 1:5 | 1:1 | :   | 0:0 | 2:1       | 0:1 | :                      | :                | 2:0        | 1:1 | 0:0 |     | 0:1                      | 2:1       | :   | 3:1       |
| Sultanbeyli Belediyespor | 1:3 | :   | 0:2 | 3:0 | :   | 0:0 | 2:2       | 1:1 | 1:1                    | 1:1              | 0:0        | 0:2 | :   | 2:2 |                          | 3:0       | 0:0 | 1:2       |
| Tokatspor                | :   | 0:4 | 1:3 | 1:2 | 0:1 | 1:2 | 0:6       | 1:1 | :                      | 1:2              | :          | 1:2 | 1:3 | 0:3 | 0:1                      |           | 0:2 | 0:2       |
| Yeni Orduspor            | :   | 0:0 | 0:0 | :   | 0:0 | 1:3 | 0:1       | :   | 3:0                    | 0:0              | 3:1        | 1:3 | 1:0 | 0:0 | 1:0                      | 0:0       |     | 0:2       |
| Yomraspor                | 1:1 | :   | 0:2 | 0:1 | 1:0 | 1:1 | :         | 1:1 | 0:0                    | 2:2              | 3:0        | 1:0 | 2:0 | 1:1 | 1:4                      | 0:0       | 0:1 |           |
| Stand: 18. März 2020     |     |     |     |     |     |     |           |     |                        |                  |            |     |     |     |                          |           |     |           |

## Gruppe 2

### Tabelle
| Pl.                  | Verein                   | Sp. | S  | U | N  | Tore    | Diff. | Punkte |
| -------------------- | ------------------------ | --- | -- | - | -- | ------- | ----- | ------ |
| 1.                   | Kocaelispor              | 27  | 21 | 1 | 5  | 056:220 | +34   | 64     |
| 2.                   | Belediye Derincespor (N) | 27  | 14 | 8 | 5  | 041:280 | +13   | 50     |
| 3.                   | Turgutluspor             | 26  | 14 | 7 | 5  | 034:190 | +15   | 49     |
| 4.                   | Erokspor                 | 27  | 14 | 5 | 8  | 042:250 | +17   | 47     |
| 5.                   | Karşıyaka SK             | 26  | 12 | 7 | 7  | 033:230 | +10   | 43     |
| 6.                   | Büyükçekmece Tepecikspor | 27  | 11 | 8 | 8  | 029:300 | −1    | 41     |
| 7.                   | Ofspor                   | 26  | 11 | 5 | 10 | 035:310 | +4    | 38     |
| 8.                   | Fethiyespor (A)          | 26  | 10 | 8 | 8  | 028:250 | +3    | 38     |
| 9.                   | Cizrespor                | 25  | 8  | 8 | 9  | 031:330 | −2    | 32     |
| 10.                  | Ağrı 1970 SK (N)         | 27  | 8  | 8 | 11 | 032:350 | −3    | 32     |
| 11.                  | Kozanspor FK             | 26  | 8  | 7 | 11 | 025:350 | −10   | 31     |
| 12.                  | Elazığ Belediyespor      | 26  | 7  | 8 | 11 | 025:330 | −8    | 29     |
| 13.                  | Fatsa Belediyespor       | 26  | 8  | 5 | 13 | 024:350 | −11   | 29     |
| 14.                  | Erbaaspor                | 26  | 7  | 6 | 13 | 026:370 | −11   | 27     |
| 15.                  | 1877 Alemdağspor (N)     | 26  | 6  | 4 | 16 | 028:420 | −14   | 22     |
| 16.                  | Payasspor                | 26  | 5  | 7 | 14 | 021:360 | −15   | 22     |
| 17.                  | Kemerspor 2003           | 26  | 6  | 4 | 16 | 028:490 | −21   | 22     |
| Stand: 15. März 2020 |                          |     |    |   |    |         |       |        |

Platzierungskriterien: 1. Punkte – 2. Direkter Vergleich (Punkte, Tordifferenz, geschossene Tore) – 3. Tordifferenz – 4. geschossene Tore

| (A) | Absteiger aus der TFF 3. Lig 2018/19           |
| (N) | Aufsteiger aus der Bölgesel Amatör Lig 2018/19 |

### Kreuztabelle
Die Kreuztabelle stellt die Ergebnisse aller Spiele dieser Saison dar. Die Heimmannschaft ist in der linken Spalte, die Gastmannschaft in der oberen Zeile aufgelistet.
| 2019/20                  | ALM | AGR | BLD | Büyükçekmece Tepecikspor | Cizrespor | ELB | Erbaaspor | ERO | Fatsa Belediyespor | Fethiyespor | Karşıyaka SK | Kemerspor 2003 | Kocaelispor | KOZ | Ofspor | Payasspor | Turgutluspor |
| ------------------------ | --- | --- | --- | ------------------------ | --------- | --- | --------- | --- | ------------------ | ----------- | ------------ | -------------- | ----------- | --- | ------ | --------- | ------------ |
| 1877 Alemdağspor         |     | :   | 0:0 | 3:0                      | :         | 1:0 | 1:1       | 2:3 | 2:0                | 1:3         | 1:2          | 5:0            | 3:6         | 4:2 | 1:0    | :         | 0:2          |
| Ağrı 1970 SK             | 2:0 |     | 2:1 | 1:1                      | 1:2       | 2:3 | 0:4       | :   | :                  | 3:0         | 1:1          | 3:3            | 0:1         | 1:0 | 0:2    | 1:0       | 0:1          |
| Belediye Derincespor     | 2:0 | 2:1 |     | 0:0                      | 2:1       | 0:0 | :         | 3:2 | 1:0                | 0:1         | 4:2          | 0:0            | 1:2         | :   | :      | 4:1       | 2:0          |
| Büyükçekmece Tepecikspor | 2:1 | 2:1 | :   |                          | :         | 1:0 | 1:0       | 1:1 | 0:0                | 0:1         | 1:1          | 2:0            | 2:1         | :   | 1:4    | 3:0       | 1:0          |
| Cizrespor                | 2:1 | 0:1 | 2:3 | 2:2                      |           | 3:0 | :         | 0:0 | :                  | 0:0         | 0:2          | 1:0            | 1:1         | :   | :      | 2:0       | 0:1          |
| Elazığ Belediyespor      | 1:1 | :   | 2:4 | 1:0                      | 0:0       |     | 1:1       | 1:0 | 4:1                | 1:1         | 0:0          | :              | :           | 0:2 | 1:0    | 3:0       | 0:3          |
| Erbaaspor                | 1:0 | 1:4 | 1:2 | 1:0                      | 0:1       | :   |           | 1:2 | 2:1                | :           | 2:0          | 2:1            | 0:2         | 0:0 | 1:1    | 1:0       | :            |
| Erokspor                 | 0:0 | 0:1 | 4:0 | 1:0                      | 3:0       | :   | 3:1       |     | 4:0                | 5:1         | 1:0          | 2:1            | :           | 2:0 | 3:2    | 0:1       | 1:1          |
| Fatsa Belediyespor       | 4:1 | 2:2 | 0:1 | 0:0                      | 0:1       | :   | 2:1       | 2:0 |                    | :           | 0:0          | 2:1            | :           | 2:1 | 3:0    | 2:0       | 2:0          |
| Fethiyespor              | :   | 3:1 | 1:1 | 2:3                      | 1:1       | 2:0 | 3:0       | 3:0 | 1:0                |             | :            | :              | 0:1         | 0:0 | 3:0    | 0:0       | 0:0          |
| Karşıyaka SK             | 1:0 | 0:0 | :   | 1:1                      | :         | 1:0 | 3:0       | 0:0 | 2:0                | 2:0         |              | 2:0            | 1:0         | 1:2 | 4:1    | :         | 1:2          |
| Kemerspor 2003           | 1:0 | :   | 2:1 | 1:2                      | 1:3       | 0:4 | 2:1       | :   | 4:0                | 0:1         | 1:2          |                | 1:2         | 2:1 | 2:2    | :         | 1:3          |
| Kocaelispor              | 3:0 | :   | 1:3 | 2:0                      | 5:3       | 5:0 | 2:0       | 2:0 | 3:0                | 1:0         | 3:2          | :              |             | 4:0 | 0:1    | 2:0       | 2:1          |
| Kozanspor FK             | 0:0 | 2:1 | 1:1 | 1:2                      | 1:1       | 2:1 | 2:1       | 1:4 | 1:1                | :           | 2:0          | 3:1            | 0:1         |     | :      | 0:0       | :            |
| Ofspor                   | 3:1 | 1:0 | 0:1 | :                        | 0:0       | 0:0 | 1:1       | 0:1 | 2:0                | 3:0         | :            | 4:1            | 1:3         | 2:0 |        | 2:1       | :            |
| Payasspor                | 2:0 | 1:1 | 1:1 | 4:1                      | 4:3       | 2:2 | :         | :   | :                  | 1:1         | 1:2          | 1:2            | 0:1         | 0:1 | 1:0    |           | 0:0          |
| Turgutluspor             | :   | 1:1 | 1:1 | :                        | 4:2       | 1:0 | 2:2       | 1:0 | 1:0                | 1:0         | :            | 0:0            | 2:0         | 3:0 | 2:3    | 1:0       |              |
| Stand: 18. März 2020     |     |     |     |                          |           |     |           |     |                    |             |              |                |             |     |        |           |              |

## Gruppe 3

### Tabelle
| Pl.                  | Verein                       | Sp. | S  | U  | N  | Tore    | Diff. | Punkte |
| -------------------- | ---------------------------- | --- | -- | -- | -- | ------- | ----- | ------ |
| 1.                   | Karacabey Belediyespor       | 28  | 19 | 7  | 2  | 045:170 | +28   | 64     |
| 2.                   | Somaspor (N)                 | 28  | 13 | 6  | 9  | 039:290 | +10   | 45     |
| 3.                   | Pazarspor                    | 28  | 13 | 6  | 9  | 049:420 | +7    | 45     |
| 4.                   | Nevşehir Belediyespor        | 28  | 11 | 9  | 8  | 028:190 | +9    | 42     |
| 5.                   | Muğlaspor                    | 28  | 11 | 8  | 9  | 039:340 | +5    | 41     |
| 6.                   | Osmaniyespor FK              | 28  | 9  | 14 | 5  | 035:320 | +3    | 41     |
| 7.                   | Nazilli Belediyespor         | 28  | 11 | 7  | 10 | 047:300 | +17   | 40     |
| 8.                   | Diyarbekirspor               | 28  | 10 | 10 | 8  | 035:280 | +7    | 40     |
| 9.                   | 1954 Kelkit Belediyespor (N) | 28  | 12 | 4  | 12 | 034:300 | +4    | 40     |
| 10.                  | Darıca Gençlerbirliği (A)    | 28  | 9  | 8  | 11 | 029:340 | −5    | 35     |
| 11.                  | Halide Edip Adıvar SK        | 28  | 8  | 11 | 9  | 022:300 | −8    | 35     |
| 12.                  | Yozgatspor 1959 FK (N)       | 28  | 8  | 10 | 10 | 024:320 | −8    | 34     |
| 13.                  | Bayrampaşaspor (A)           | 28  | 6  | 15 | 7  | 022:240 | −2    | 33     |
| 14.                  | Gölcükspor                   | 28  | 8  | 7  | 13 | 031:420 | −11   | 31     |
| 15.                  | Yeşilyurt Belediyespor (N)   | 28  | 7  | 9  | 12 | 028:330 | −5    | 30     |
| 16.                  | Altindağ Belediyespor        | 28  | 6  | 10 | 12 | 029:420 | −13   | 28     |
| 17.                  | Batman Petrolspor            | 28  | 7  | 7  | 14 | 031:490 | −18   | 28     |
| 18.                  | Modafenspor (N)              | 28  | 7  | 6  | 15 | 019:390 | −20   | 27     |
| Stand: 15. März 2020 |                              |     |    |    |    |         |       |        |

Platzierungskriterien: 1. Punkte – 2. Direkter Vergleich (Punkte, Tordifferenz, geschossene Tore) – 3. Tordifferenz – 4. geschossene Tore

| (A) | Absteiger aus der TFF 3. Lig 2018/19           |
| (N) | Aufsteiger aus der Bölgesel Amatör Lig 2018/19 |

### Kreuztabelle
Die Kreuztabelle stellt die Ergebnisse aller Spiele dieser Saison dar. Die Heimmannschaft ist in der linken Spalte, die Gastmannschaft in der oberen Zeile aufgelistet.
| 2019/20                  | KKT | ALT | Batman Petrolspor | Bayrampaşaspor | Darıca Gençlerbirliği | DIY | Gölcükspor | Halide Edip Adıvar SK | KAR | MOD | Muğlaspor | NAZ | NEV | OSM | Pazarspor | SOM | YES | YOZ |
| ------------------------ | --- | --- | ----------------- | -------------- | --------------------- | --- | ---------- | --------------------- | --- | --- | --------- | --- | --- | --- | --------- | --- | --- | --- |
| 1954 Kelkit Belediyespor |     | 2:0 | 5:0               | 1:0            | 2:3                   | 0:0 | :          | :                     | 1:1 | 1:2 | 3:2       | 0:2 | :   | 1:0 | 1:0       | 0:1 | 1:0 | 1:2 |
| Altindağ Belediyespor    | 2:2 |     | 0:0               | 0:2            | 0:1                   | 1:1 | 3:2        | :                     | 1:0 | 1:4 | 3:3       | 0:0 | :   | :   | 3:4       | 1:1 | 1:0 | 2:1 |
| Batman Petrolspor        | 2:1 | 1:2 |                   | 1:0            | 2:2                   | 0:1 | 2:4        | 2:2                   | 0:1 | :   | :         | 1:0 | 1:1 | 1:2 | 0:1       | 1:0 | :   | 0:0 |
| Bayrampaşaspor           | 1:0 | 0:0 | 2:1               |                | 1:1                   | 2:2 | 0:1        | 1:1                   | :   | :   | 1:1       | 0:2 | 0:1 | 1:1 | :         | 1:0 | 2:2 | 0:1 |
| Darıca Gençlerbirliği    | 0:1 | 1:0 | 4:3               | 1:1            |                       | 1:0 | 2:0        | 0:1                   | :   | 0:1 | 1:2       | 1:0 | 0:0 | 0:1 | :         | 2:3 | 1:1 | 1:1 |
| Diyarbekirspor           | 1:0 | 1:1 | 0:1               | 0:0            | :                     |     | 1:0        | 1:1                   | 2:3 | 6:0 | 2:1       | 1:0 | 1:0 | :   | :         | 1:2 | 2:0 | 3:1 |
| Gölcükspor               | 1:3 | 0:2 | :                 | 2:2            | 0:0                   | 2:0 |            | 1:1                   | 1:2 | 2:0 | 0:3       | :   | 1:0 | 1:1 | 2:1       | 0:1 | :   | :   |
| Halide Edip Adıvar SK    | 2:1 | 0:0 | :                 | :              | 1:0                   | 1:0 | 2:1        |                       | 0:3 | 1:0 | 1:2       | :   | 0:1 | 1:1 | 0:1       | 1:2 | 1:1 | 0:0 |
| Karacabey Belediyespor   | 1:0 | :   | 4:1               | 0:0            | 0:0                   | :   | 4:0        | 2:0                   |     | 3:2 | 1:1       | 2:1 | 1:0 | 1:0 | 0:0       | :   | 1:0 | 2:0 |
| Modafenspor              | :   | :   | 1:0               | 0:0            | 0:1                   | 1:1 | 0:1        | 0:1                   | 0:0 |     | 2:0       | 1:0 | 0:3 | 2:1 | 0:0       | :   | 0:1 | 0:1 |
| Muğlaspor                | :   | 0:0 | 2:3               | 0:1            | 2:0                   | 0:1 | :          | :                     | 1:3 | 1:0 |           | 1:1 | 2:0 | 0:0 | 2:3       | 1:0 | 1:0 | 1:1 |
| Nazilli Belediyespor     | 2:1 | 3:1 | 5:1               | 1:1            | 7:2                   | 3:1 | 1:3        | 3:1                   | :   | :   | 1:3       |     | 4:0 | 4:0 | 1:3       | 1:1 | :   | 0:0 |
| Nevşehir Belediyespor    | 0:1 | 1:0 | 1:1               | :              | :                     | 1:1 | 0:0        | 0:0                   | 0:0 | 2:0 | 3:0       | 1:2 |     | :   | 3:1       | 1:0 | 1:0 | 2:0 |
| Osmaniyespor FK          | 0:0 | 3:2 | 2:1               | :              | :                     | 2:2 | 1:0        | 2:2                   | 1:2 | 1:1 | 1:1       | 1:1 | 3:2 |     | :         | 2:2 | 3:1 | 0:0 |
| Pazarspor                | 2:3 | 4:1 | 1:2               | 2:2            | 1:0                   | 3:2 | 3:1        | 0:1                   | 1:4 | 4:1 | 2:3       | 1:3 | 0:0 | 2:2 |           | :   | 1:1 | :   |
| Somaspor                 | 3:1 | 2:1 | 1:1               | 2:0            | 2:0                   | :   | 1:1        | 4:0                   | 0:1 | 2:0 | 0:3       | 0:0 | :   | :   | 2:3       |     | 1:0 | 4:2 |
| Yeşilyurt Belediyespor   | :   | :   | 4:2               | 0:1            | 1:4                   | 1:1 | 2:2        | 0:0                   | 3:1 | 4:0 | :         | 2:1 | 0:0 | 0:2 | 1:2       | 2:1 |     | 1:0 |
| Yozgatspor 1959 FK       | 0:1 | 3:1 | :                 | 0:0            | :                     | :   | 4:2        | 1:0                   | 1:2 | 1:1 | :         | 1:0 | 0:4 | 0:0 | 1:3       | 2:1 | 0:0 |     |
| Stand: 15. März 2020     |     |     |                   |                |                       |     |            |                       |     |     |           |     |     |     |           |     |     |     |

## Play-offs

### Gruppe 1
|                         | Ergebnis             |                 |
| ----------------------- | -------------------- | --------------- |
| 24 Erzincanspor         | 4:2 (0:0)            | Artvin Hopaspor |
| 68 Aksaray Belediyespor | 2:1 n. V. (1:1, 1:0) | 1928 Bucaspor   |

Finale
| 24 Erzincanspor                                           | 24 Erzincanspor | 68 Aksaray Belediyespor | 68 Aksaray Belediyespor |
| --------------------------------------------------------- | --- | --- | ----------------------- |
| 24 Erzincanspor                                           | \| Play-off-Finale der Gruppe 1 \| \| 25. Juli 2020 um 19:00 Uhr in Belek (Gloria Sports Arena) \| \| Ergebnis: 2:1 (1:0) \| \| Zuschauer: Spiel unter Ausschluss der Öffentlichkeit \| \| Schiedsrichter: Burak Şeker \| \| Spielbericht \|                         | \| Play-off-Finale der Gruppe 1 \| \| 25. Juli 2020 um 19:00 Uhr in Belek (Gloria Sports Arena) \| \| Ergebnis: 2:1 (1:0) \| \| Zuschauer: Spiel unter Ausschluss der Öffentlichkeit \| \| Schiedsrichter: Burak Şeker \| \| Spielbericht \|                                                           | 68 Aksaray Belediyespor |
| 24 Erzincanspor                                           | Ersel Çetinkaya – Yusuf Orhan, Hüseyin Erol, Tugay Kırcalı – Abdurrahman Canlı, Kerem Aktürkoğlu, Erdi Kasapoğlu, Mümin Talip Pazarlı, Muhammed Demirci (78. Ayhan Gürbüz) – Hasan Kaya (61. Uğurcan Bekçi), Ethem Erboğa (62. Burak Aydın) Cheftrainer: Kemal Kılıç | Gökhan Köstereli – Fuat Yaman, İlyas Ekiz, Emre Karadağ, Burak Karapınar – Vehbi Furkan Yıldırım (60. Muhammet Taha Şahin), Serhat Velioğlu (86. Mustafa Apardı), Ömer Çiçek, Enes Soy (38. Berkay Can) – Hikmet Enes Etlik (38. Hakan Aydın), Serkan Gürses (46. Recep Metin) Cheftrainer: Cem Kavçak | 68 Aksaray Belediyespor |
| 24 Erzincanspor                                           | 1:0 Erboğa (14.) 2:0 Bekçi (80.) | 2:1 Yaman (90.) | 68 Aksaray Belediyespor |
| 24 Erzincanspor                                           | Aydın (68.) | Çiçek (66.), Yaman (73.) | 68 Aksaray Belediyespor |
| 24 Erzincanspor                                           | 24 Erzincanspor ist durch diesen Sieg in die TFF 2. Lig aufgestiegen. | | 68 Aksaray Belediyespor |
| Play-off-Finale der Gruppe 1                              | | |                         |
| 25. Juli 2020 um 19:00 Uhr in Belek (Gloria Sports Arena) | | |                         |
| Ergebnis: 2:1 (1:0)                                       | | |                         |
| Zuschauer: Spiel unter Ausschluss der Öffentlichkeit      | | |                         |
| Schiedsrichter: Burak Şeker                               | | |                         |
| Spielbericht                                              | | |                         |

### Gruppe 2
|                      | Ergebnis  |                  |
| -------------------- | --------- | ---------------- |
| Belediye Derincespor | 0:1 (0:0) | Karşıyaka SK     |
| Turgutluspor         | 2:1 (0:0) | Esenler Erokspor |

Finale
| Karşıyaka SK                                           | Karşıyaka SK | Turgutluspor | Turgutluspor |
| ------------------------------------------------------ | --- | --- | ------------ |
| Karşıyaka SK                                           | \| Play-off-Finale der Gruppe 2 \| \| 26. Juli 2020 um 19:00 Uhr in Antalya (Mardan-Stadion) \| \| Ergebnis: 2:2 n. V. (1:1, 0:0), 3:5 i. E. \| \| Zuschauer: Spiel unter Ausschluss der Öffentlichkeit \| \| Schiedsrichter: Kadir Sağlam \| \| Spielbericht \|                          | \| Play-off-Finale der Gruppe 2 \| \| 26. Juli 2020 um 19:00 Uhr in Antalya (Mardan-Stadion) \| \| Ergebnis: 2:2 n. V. (1:1, 0:0), 3:5 i. E. \| \| Zuschauer: Spiel unter Ausschluss der Öffentlichkeit \| \| Schiedsrichter: Kadir Sağlam \| \| Spielbericht \|             | Turgutluspor |
| Karşıyaka SK                                           | Erdoğan Açar – Cenk Özbey (112. Batuhan Kara), Metin Peker, Onur Kıntaş, Mustafa Aşan – Arif Cılak, Namık Çelik (104. Mustafa Değirmenci), Anıl Çıracı (106. Özgür Güler), Doğukan İnci (114. Görkem Kınay) – Battal Demirbilek (64. Harun Atalay), Hakan Kuş Cheftrainer: Soner Tolungüç | Fatih Demirlek – Hayrullah Çelik, Kadir Torbacı (114. Özcan Sertgöz), Mehmet Kuruoğlu, Doğan Çamlı – Kadir Yazıcı, Samet Günhan, Mithat Yaşar (105. Ferhat Katipoğlu), Necmi Çoban – Onur Garip (96. Cuma Menize), Ergun Cengiz (105. Emre Keskin) Cheftrainer: Cüneyt Biçer | Turgutluspor |
| Karşıyaka SK                                           | 1:0 İnci (55.) 2:2 Kıntaş (117., Elfmeter) | 1:1 Günhan (61.) 3:4 Yaşar (99.) | Turgutluspor |
| Karşıyaka SK                                           | Elfmeterschießen | | Turgutluspor |
| Karşıyaka SK                                           | 1:1 Asan Demirlek hält gegen Güler 2:3 Kıntaş 3:4 Kınay | 0:1 Günhan 1:2 Yazıcı 1:3 Çelik 2:4 Keskin 3:5 Menize | Turgutluspor |
| Karşıyaka SK                                           | Çıracı (26.), Kıntaş (84.), Cılak (90.), Demirbilek (95.), Atalay (102.) | Kuruoğlu (57.), Torbacı (83.), Garip (87.), Çelik (105.), Menize (107.) | Turgutluspor |
| Karşıyaka SK                                           | Kuruoğlu (116.) | | Turgutluspor |
| Karşıyaka SK                                           | Çoban (101.) | | Turgutluspor |
| Karşıyaka SK                                           | Turgutluspor ist durch diesen Sieg in die TFF 2. Lig aufgestiegen. | | Turgutluspor |
| Play-off-Finale der Gruppe 2                           | | |              |
| 26. Juli 2020 um 19:00 Uhr in Antalya (Mardan-Stadion) | | |              |
| Ergebnis: 2:2 n. V. (1:1, 0:0), 3:5 i. E.              | | |              |
| Zuschauer: Spiel unter Ausschluss der Öffentlichkeit   | | |              |
| Schiedsrichter: Kadir Sağlam                           | | |              |
| Spielbericht                                           | | |              |

### Gruppe 3
|           | Ergebnis  |                       |
| --------- | --------- | --------------------- |
| Somaspor  | 2:0 (0:0) | Muğlaspor             |
| Pazarspor | 2:1 (1:0) | Nevşehir Belediyespor |

Finale
| Somaspor                                                      | Somaspor | Pazarspor | Pazarspor |
| ------------------------------------------------------------- | --- | --- | --------- |
| Somaspor                                                      | \| Play-off-Finale der Gruppe 3 \| \| 27. Juli 2020 um 20:00 Uhr in Antalya (Calista Sports Center) \| \| Ergebnis: 2:3 (0:3) \| \| Zuschauer: Spiel unter Ausschluss der Öffentlichkeit \| \| Schiedsrichter: Erkan Özdamar \| \| Spielbericht \|                                                                      | \| Play-off-Finale der Gruppe 3 \| \| 27. Juli 2020 um 20:00 Uhr in Antalya (Calista Sports Center) \| \| Ergebnis: 2:3 (0:3) \| \| Zuschauer: Spiel unter Ausschluss der Öffentlichkeit \| \| Schiedsrichter: Erkan Özdamar \| \| Spielbericht \|                                         | Pazarspor |
| Somaspor                                                      | Murharrem Tunay Meral – Mehmet Bağlı, Onur Ulaş , Melih Şencan, Muhsin Polat (87. Kadir Karış) – Muammer Atalay (45. Melih Vardar), Nurettin Çağlar, Ali Akkuş (86. Mustafa Şengül), Yusuf Can Abay (46. Mustafa Aydoğdu), Taner Yıldız (69. Armağan Beytullah Özer) – Mehmet Uysal Cheftrainer: Burhanetttin Basatemür | Ebubekir Elihoş – Aykut Civelek, Şeyhmus Aksu , Mehmet Eksik, Cevat Kuy – Mehmet Aytemiz (66. Oğuzhan Demir), Mete Karahan (89. Sergen Ekinci), Fatih Ergen, Kadir Kaan Yurdakul (61. Eray Karataş), Mithat Pala (88. Onur Civelek) – Can Vural (66. Ali Aydın) Cheftrainer: Şevki Tonyalı | Pazarspor |
| Somaspor                                                      | 1:3 Çağlar (73.) 2:3 Uysal (90.+3', Elfmeter) | 0:1 Aytemiz (19.) 0:2 Vural (43., Elfmeter) 0:3 Aytemiz (45.+1') | Pazarspor |
| Somaspor                                                      | Aydoğdu (89.) | Karahan (78.), Pala (85.), Karataş (90.+6') | Pazarspor |
| Somaspor                                                      | Pazarspor ist durch diesen Sieg in die TFF 2. Lig aufgestiegen. | | Pazarspor |
| Play-off-Finale der Gruppe 3                                  | | |           |
| 27. Juli 2020 um 20:00 Uhr in Antalya (Calista Sports Center) | | |           |
| Ergebnis: 2:3 (0:3)                                           | | |           |
| Zuschauer: Spiel unter Ausschluss der Öffentlichkeit          | | |           |
| Schiedsrichter: Erkan Özdamar                                 | | |           |
| Spielbericht                                                  | | |           |